# Stammliste des Hauses Avis
Die Stammliste des Hauses Avis enthält die in der Wikipedia vertretenen Personen und wichtige Zwischenglieder des zweiten portugiesischen Königshauses, einer Bastardlinie des ersten portugiesischen Königshauses Burgund. Die Herrschaft des Hauses Avis in Portugal dauerte von 1383 bis 1580. Bei der späteren portugiesischen Dynastie Braganza handelt es sich wiederum um eine Bastardlinie des Hauses Avis.

## Stammliste
1. Johann I. (Portugal) (1357–1433), König von Portugal (Vorfahren siehe Stammliste des Hauses Burgund (Portugal)); ⚭ 1387 Philippa of Lancaster (1360–1415), Tochter von John of Gaunt, 1. Duke of Lancaster (1340–1399, Haus Lancaster)
  1. (illegitim) Alfons von Braganza (1377–1461), Herzog von Braganza (Nachkommen siehe Stammliste des Hauses Braganza)
  2. Branca (1388–1389)
  3. Alfons (1390–1400)
  4. Eduard (1391–1438), König von Portugal; ⚭ Eleonore von Aragonien (1402–1445), Tochter von Ferdinand I. (1380–1416), König von Aragón, Sizilien und Sardinien (Haus Trastámara)
    1. Johann (1429–143?)
    2. Philippa (1430–1439)
    3. Alfons V. (Portugal) (1432–1481), gen. der Afrikaner, König von Portugal; ⚭ (I) 1447 Isabel von Portugal (1432–1455), Tochter von Peter (1392–1449), Prinzregent von Portugal (Haus Avis); ⚭ (II) 1475 Johanna von Kastilien (1462–1530), Tochter von Heinrich IV. (1425–1474), König von Kastilien (Haus Trastámara)
      1. (I) Johann (1451–1455)
      2. (I) Johanna von Portugal (1452–1490), 1693 seliggesprochen
      3. (I) Johann II. (1455–1495), gen. der Strenge, König von Portugal; ⚭ 1471 Eleonore von Portugal (1458–1525), Tochter von Ferdinand (1433–1470), Herzog von Viseu (Haus Avis)
        1. Alfons, Infant von Portugal (1475–1491); ⚭ 1490 Isabella von Aragón und Kastilien (1470–1498), Tochter von Ferdinand II. (1452–1516), König von Aragón, Kastilien, Léon und Neapel (Haus Trastámara)
        2. Johann (1483)
        3. (illegitim) Georg von Lancastre (1481–1550), Herzog von Coimbra

    4. Maria (1432)
    5. Ferdinand (1433–1470), Herzog von Viseu; ⚭ 1447 Beatrix von Portugal (1430–1506), Tochter von Johann (1400–1442), Herzog von Aveiro (Haus Avis)
      1. Eleonore von Portugal (1458–1525); ⚭ 1471 Johann II. (1455–1495), König von Portugal (Haus Avis)
      2. Isabel von Viseu (1459–1521); ⚭ Ferdinand II. (1430–1483), Herzog von Braganza
      3. Manuel I. (1469–1521), König von Portugal; ⚭ (I) 1497 Isabella von Aragón und Kastilien (1470–1498), Tochter von Ferdinand II. (1452–1516), König von Aragón, Kastilien, Léon und Neapel (Haus Trastámara); ⚭ (II) 1500 Maria von Aragón und Kastilien (1482–1517), Tochter von Ferdinand II. (1452–1516), König von Aragón, Kastilien, Léon und Neapel (Haus Trastámara); ⚭ (III) 1519 Eleonore von Kastilien (1498–1558), Tochter von Philipp I. (1478–1506), Herzog von Burgund und König von Kastilien und León (Habsburger)
        1. (I) Miguel da Paz (1498–1500), Kronprinz von Portugal, Kastilien und Aragón
        2. (II) Johann III. (1502–1557), König von Portugal; ⚭ Katharina von Kastilien (1507–1578), Tochter von Philipp I. (1478–1506), Herzog von Burgund und König von Kastilien und León (Habsburger)
          1. Alfons (1526–??)
          2. Maria von Portugal (1527–1545); ⚭ 1543 Philipp II. (1527–1598), König von Spanien (Spanische Habsburger)
          3. Isabella (1529–??)
          4. Beatrix (1530–??)
          5. Emanuel (1531–1537)
          6. Philipp (1533–1539)
          7. Dionysos (1535–1537)
          8. Johann Manuel (1537–1554), Kronprinz von Portugal; ⚭ Johanna von Spanien (1535–1573), Tochter von Karl V. (1500–1558), römisch-deutscher Kaiser (Habsburger)
            1. Sebastian (1554–1578), König von Portugal

          9. Anton (1539–1540)

        3. (II) Isabella von Portugal (1503–1539); ⚭ 1526 Karl V. (1500–1558), römisch-deutscher Kaiser (Habsburger)
        4. (II) Beatrix von Portugal (1504–1538); ⚭ 1521 Karl III. (1486–1553), Herzog von Savoyen (Haus Savoyen)
        5. (II) Ludwig von Portugal (1506–1555), Herzog von Beja
          1. (illegitim) António von Crato (1531–1595), Thronprätendent
            1. Filipa de Portugal (1560–?), Nonne im Kloster von Lorvão
            2. Luísa de Portugal (1562–?), Nonne in Tordesillas
            3. Afonso de Portugal (1566–?)
            4. Manuel von Portugal (1568–1638); ⚭ (I) 1597 Emilia von Oranien-Nassau (1569–1629), Tochter von Wilhelm I. (1533–1584), Fürst von Oranien-Nassau (Haus Nassau); ⚭ (II) 1630 Luisa de Osorio, Hofdame
              1. (I) Maria Belgica (1598–1647); ⚭ 1629 Theodor Croll († 1640), Militär, Generalquartiermeister von Odoardo I. Farnese, Herzog von Parma
              2. (I) Manuel António (1600–1666); ⚭ 1646 Johanna von Hanau-Münzenberg-Schwarzenfels (1610–1673), Tochter von Albrecht von Hanau-Münzenberg (1579–1635), Graf von Hanau-Münzenberg-Schwarzenfels (Haus Hanau)
                1. (illegitim) Wilhelm (1646–?)
                2. Wilhelmina Amalia (*/† 1647)
                3. Elisabeth Maria (1648–1717); ⚭ 1678 Adriaan von Gent (1645–1708), Baron und Oberstleutnant

              3. (I) Emilia Louise (1603–1670)
              4. (I) Christoph Wilhelm Ludwig (1604–1660), Militär, 1624 Chef der Garde von Moritz von Oranien, Malteserritter; ⚭ Anna Maria von Moutéleone.
              5. (I) Anna Louise (1605–1669)
              6. (I) Juliana Katherina (um 1607–1680)
              7. (I) Eleonora Mauritia (1609–1674); ⚭ 1647 Georg Friedrich (1606–1674), Graf von Nassau-Siegen (Haus Nassau)
              8. (I) Sabina Delphica (1612–1670)

            5. Cristóvão de Portugal (1573–1638)
            6. Pedro de Portugal (1575–?)
            7. Dinis de Portugal (1576–?), Zisterzienser
            8. Violante de Portugal (1577–1602)
            9. Antónia de Portugal (1578–1602)
            10. João de Portugal (1579–?), als Kind gestorben

        6. (II) Ferdinand (1507–1534)
        7. (II) Afonso de Portugal (1509–1540), Kardinal
        8. (II) Maria (1511–1513)
        9. (II) Heinrich I. (Portugal) (1512–1580), gen. der Kardinalkönig
→ ausgestorbene Linie
        10. (II) Eduard (1515–1540), Herzog von Guimarães; ⚭ Elisabeth von Braganza († 1576), Tochter von Jakob (1479–1532), Herzog von Braganza (Haus Braganza)
          1. Maria von Portugal (1538–1577); ⚭ 1565 Alessandro Farnese (1545–1592), Herzog von Parma und Piacenza, Statthalter der habsburgischen Niederlande (Haus Farnese)
          2. Katharina (1540–1614); ⚭ Johann I. (1543–1583), Herzog von Braganza (Haus Braganza)
          3. Eduard (1541–1576), Herzog von Guimarães

        11. (II) Anton (1516, als Kleinkind verstorben)
        12. (III) Karl (1520–1521)
        13. (III) Maria von Portugal (1521–1577), Nonne

    6. Eleonore Helena von Portugal (1436–1467); ⚭ 1452 Friedrich III. (1415–1493), römisch-deutscher Kaiser (Habsburger)
    7. Eduard (1435–143?)
    8. Katharina (1436–1403)
    9. Johanna von Portugal (1439–1475); ⚭ 1455 Heinrich IV. (1425–1474), König von Kastilien (Haus Trastámara)

  5. Peter von Portugal (1392–1449), Herzog von Coimbra, Regent von Portugal; ⚭ 1429 Isabella von Urgell (1409–1443), Tochter von Jakob II. (1380–1433), Graf von Urgell (Haus Barcelona)
    1. Peter von Coimbra (1429–1466), Politiker und Militär
    2. Johann von Coimbra (wohl 1431–1457); ⚭ 1456 Charlotte (1444–1487), Tochter von Johann II. (1414/18–1458), König von Zypern (Ramnulfiden)
    3. Isabel von Portugal (1432–1455); ⚭ 1447 Alfons V. (1432–1481), König von Portugal (Haus Avis)
    4. Jakob (Jaime) (1433–1459), Kardinalerzbischof von Lissabon
    5. Beatrix (1435–1462); ⚭ 1453 Adolf von Kleve (1425–1492), Herr von Ravenstein, Generalstatthalter der burgundischen Niederlande, Regent des Herzogtums Burgund (Haus Mark)
    6. Filippa von Coimbra und Urgell (1435–1497)

  6. Heinrich der Seefahrer (1394–1460), Entdecker
  7. Isabel de Portugal (1397–1471); ⚭ 1430 Philipp III. (1396–1467), gen. der Gute, Herzog von Burgund (Jüngeres Haus Burgund)
  8. Branca
  9. Johann von Portugal (1400–1442), Herzog von Aveiro; ⚭ 1424 Isabella von Braganza (1402–1465), Tochter von Alfons (1377–1461), Herzog von Braganza (Haus Braganza)
    1. Diogo von Portugal (1425–1443)
    2. Isabella von Portugal (1428–1496); ⚭ 1447 Johann II. (1405–1454), König von Kastilien und Léon (Haus Trastámara)
    3. Beatrix (1430–1506); ⚭ 1447 Ferdinand (1433–1470), Herzog von Viseu (Haus Avis)
    4. Phillipa von Portugal (1432–1450)

  10. Ferdinand von Avis (1402–1443), 1470 seliggesprochen